# مایمونا
مایمونا (به انگلیسی: Maimuna) (زاده ۲۸ می ۱۹۸۰) خواننده بلاروسی است.
او در مسابقه آواز یوروویژن ۲۰۱۵ به همراه اوزاری نماینده بلاروس بود.